# Morales sur Job de Cîteaux
Les Morales sur Job de Cîteaux est un des manuscrits enluminés réalisés à l'abbaye de Cîteaux datant du début du XIIe siècle. Il est aujourd'hui conservé à la Bibliothèque municipale de Dijon (ms. 168-170 et 173). Il est célèbre pour les lettrines historiées chargées d'humour présentes dans les marges du texte.

## Historique
Le manuscrit est copié à l'origine en deux tomes au sein du nouveau monastère de l'abbaye de Cîteaux, sous l'abbatiat d'Étienne Harding, juste après la réalisation de la Bible qui porte son nom. Le premier tome est daté précisément de 1111 grâce au colophon situé au f.92 du ms.170, le second a été achevé au cours de la même décennie. Les mains de trois scribes ont été distinguées dans le texte, le troisième étant le premier scribe de la Bible d'Étienne Harding. Le premier tome a été divisé en 3 volumes à une date inconnue (mss.168-170). À la Révolution, la fermeture de l'abbaye entraine le transfert de sa bibliothèque à la bibliothèque municipale de Dijon. La reliure des quatre volumes a été restaurée au cours du XXe siècle.

## Description

### Codicologie
Les Morales sur Job de Grégoire le Grand sont un des livres les plus copiés par les scriptoria monastiques du Moyen Âge. Le premier tome, conservé en trois volumes, contient les chapitres de 1 à 16. Le premier volume contient notamment une grande lettrine de frontispice au folio 4 verso, ainsi qu'une lettre représentant Grégoire offrant son manuscrit à Léandre de Séville (f.5r). Le deuxième volume contient des lettrines ornées, tandis que le troisième contient 5 lettrines mettant en scène des moines au travail. Le second tome contient les chapitres 17 à 35 et possède 17 lettrines décorées, mettant notamment en scène des moines au travail, ou des laïcs contemporains, des personnages bibliques, ou des hybrides zoomorphes se combattant entre eux.

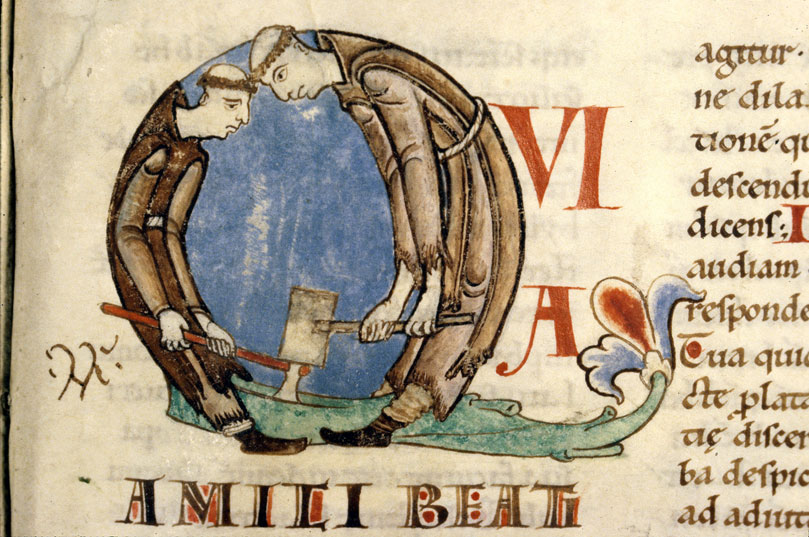
Deux moines à califourchon sur un arbre couché, fendent le tronc, Ms 170, fol. 59
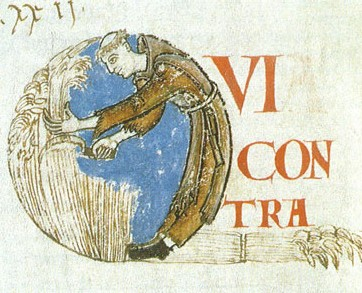
Moine moissonneur, Ms 0170, fol. 075
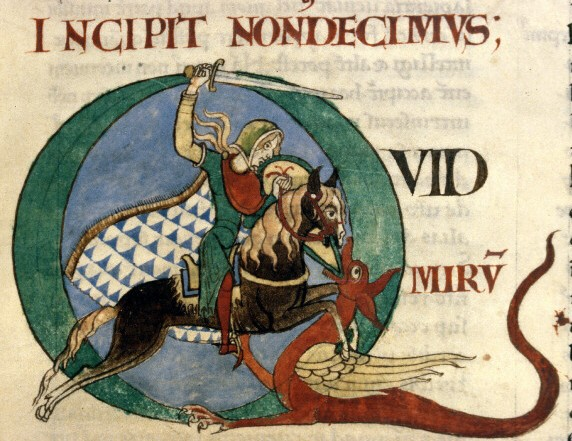
Cavalier combattant un dragon, Ms.173, f.20
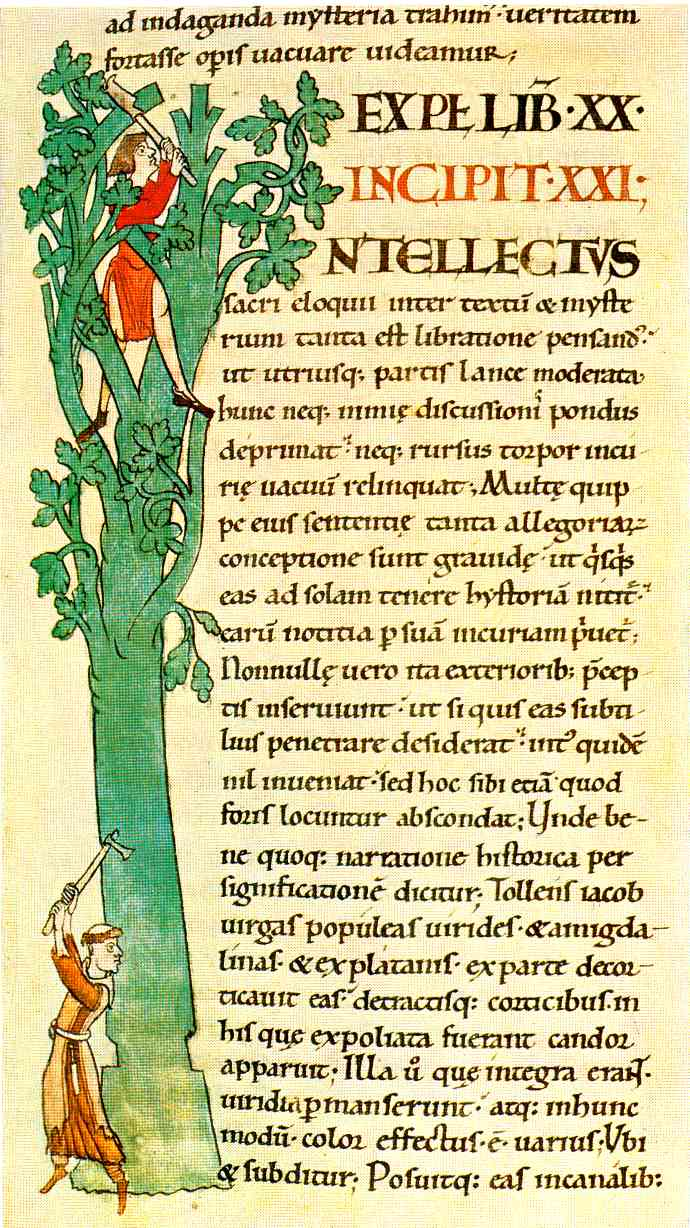
Moines coupant un arbre, Ms.173, f.41r.

### Attribution des décorations
Le même enlumineur est l'auteur de l'ensemble des lettrines. C'est aussi l'auteur des décorations de la Bible d'Étienne Harding, d'un manuscrits des lettres et sermons de Jérôme (Ms.135) et des Exposés sur les psaumes de saint Augustin (Ms.145 et 147). Plusieurs détails de ses décorations font penser qu'il était originaire d'Angleterre : ainsi, le ruisseau et l'oiseau de la lettrine Q (Ms.173, f.174) se retrouvent dans les décorations du mois d'octobre de plusieurs psautiers anglo-saxons. Aucun moine de Cîteaux à cette époque n'est connu comme étant d'origine anglaise, en dehors d'Étienne Harding. Certains historiens de l'art n'hésitent pas à dire que l'abbé pourrait être l'auteur de ces décorations.

### Les lettrines historiées
Sous la direction d'Étienne Harding, les moines de l'abbaye de Cîteaux ont aboutit à la forme la plus achevée de la composition de la lettrine historiées (ou initiale illustrée) au sein de l'édition en plusieurs volumes des Moralia in Job. C'est ainsi que la forme de la lettre va s'animer de scènes de la vie quotidienne des moines ou bien des éléments qui les entourent, introduisant un trait d'humour sur la page. Un exemple de ce type d'enluminure caractéristique des manuscrits de l'abbaye de Cîteaux est celui où deux moines sont représentés en train de fendre du bois avec une hache et un maillet. Le rond de la lettre est constitué par les deux corps courbés formant ensemble la lettre "Q" (livre 15). Sur la figure 75, la queue de la lettre Q aboutie à une marre où s’ébattent des canards et des grues tandis qu’un fauconnier traverse le rond de la lettre. Un autre exemple est celui où un cheval renverse son cavalier, ce dernier est jeté au sol au-delà du rond de la lettre Q et il en dessine la queue.
Suivant un héritage formel insulaire et barbare[Quoi ?], les lettrines vont aussi prendre la forme d'entrelacs infini de formes et d'êtres imaginaires dans une esthétique de métamorphose. Ces figures fantaisistes se dévorent entre-elles, sur marchent dessus, s'enroulent les unes autour des autres, se cognent et se transpercent le corps, dans une forme de lutte dans laquelle chacun est à la fois vainqueur que vaincu.

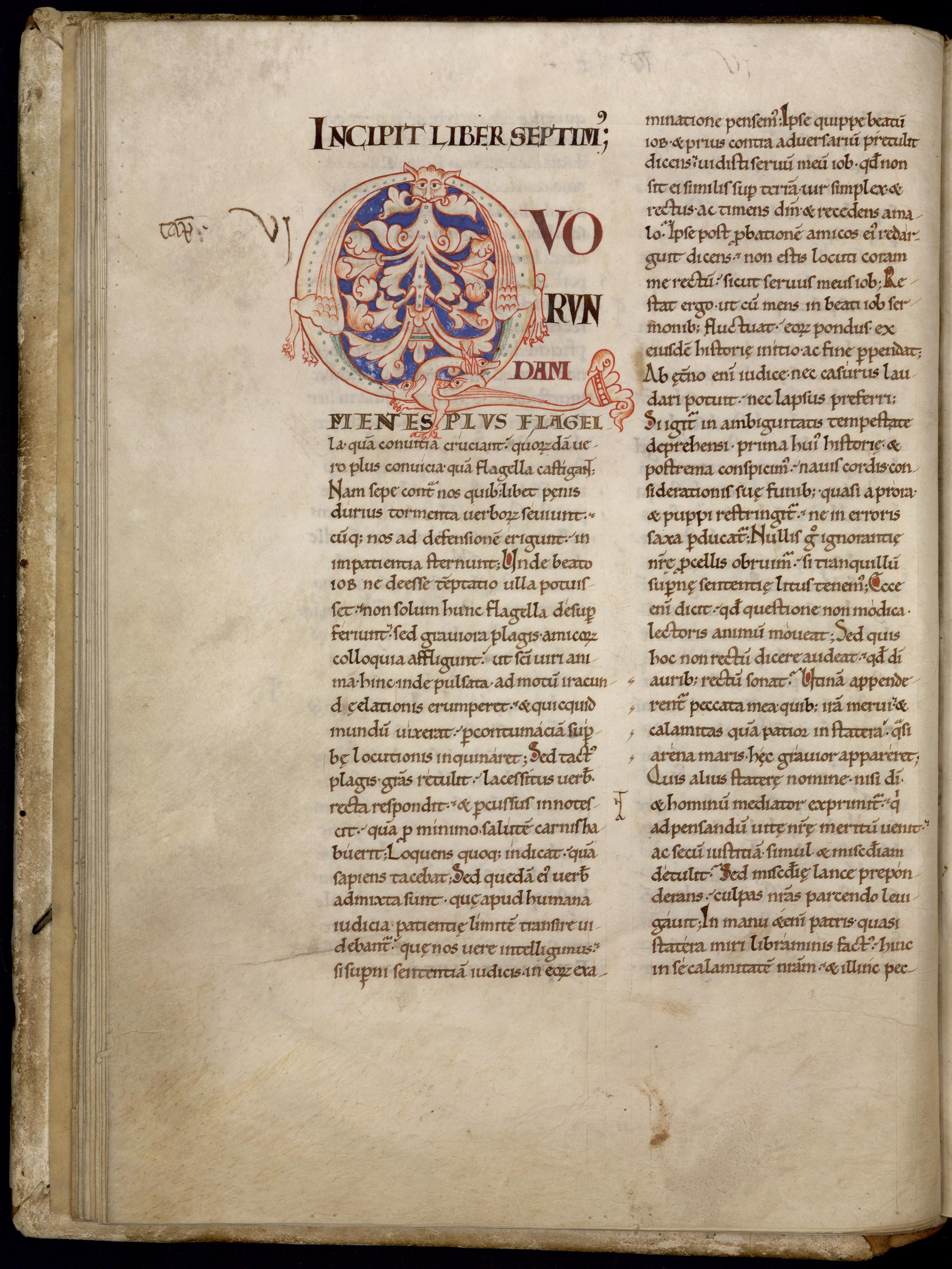
Page avec lettrine historiée, Morales sur Job de Cîteaux, MS.169, fol. 020 V
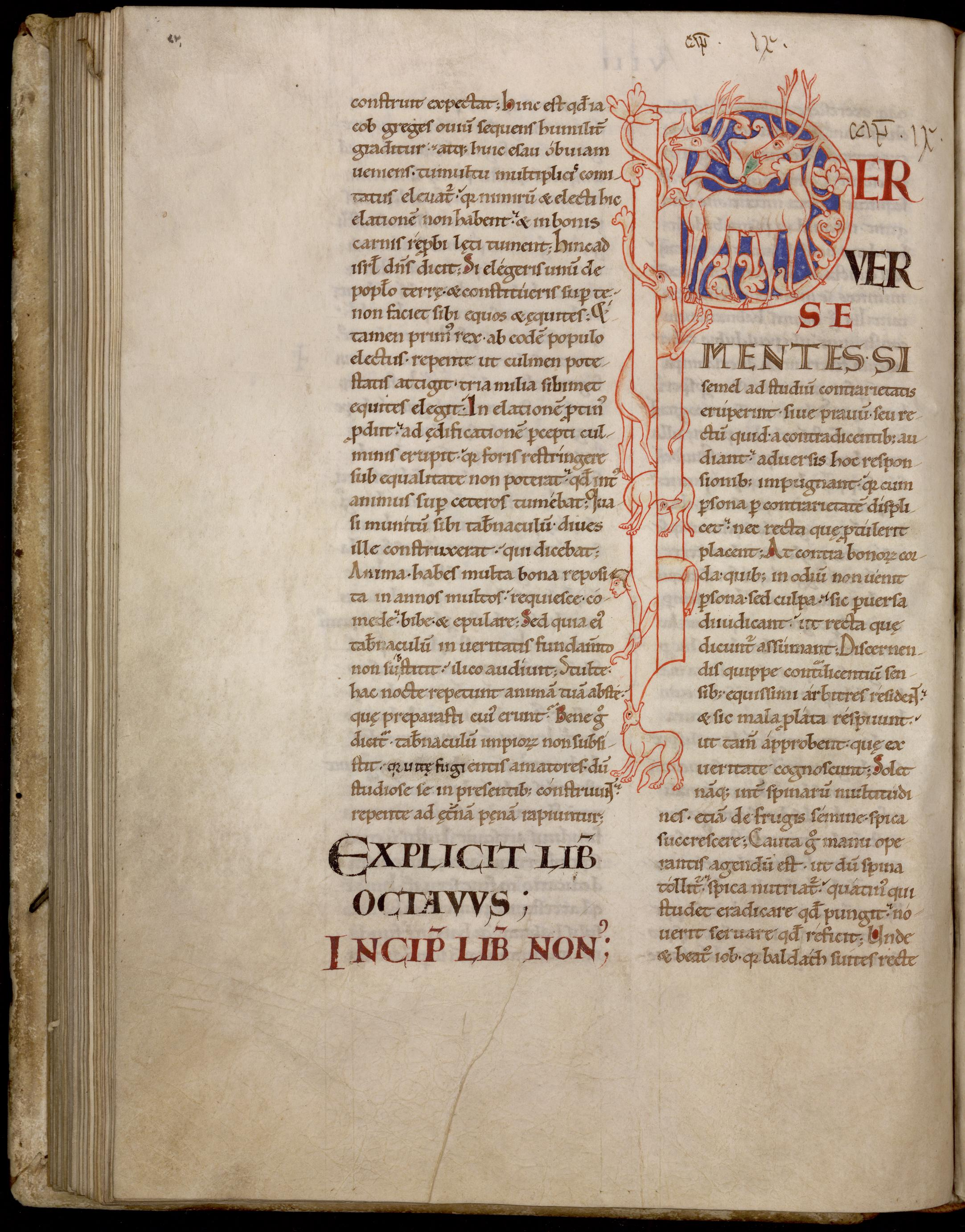
Page avec lettrine historiée P ornée d'un homme, de chiens, de deux cerfs et de motifs végétaux, ms 169, fol. 62V
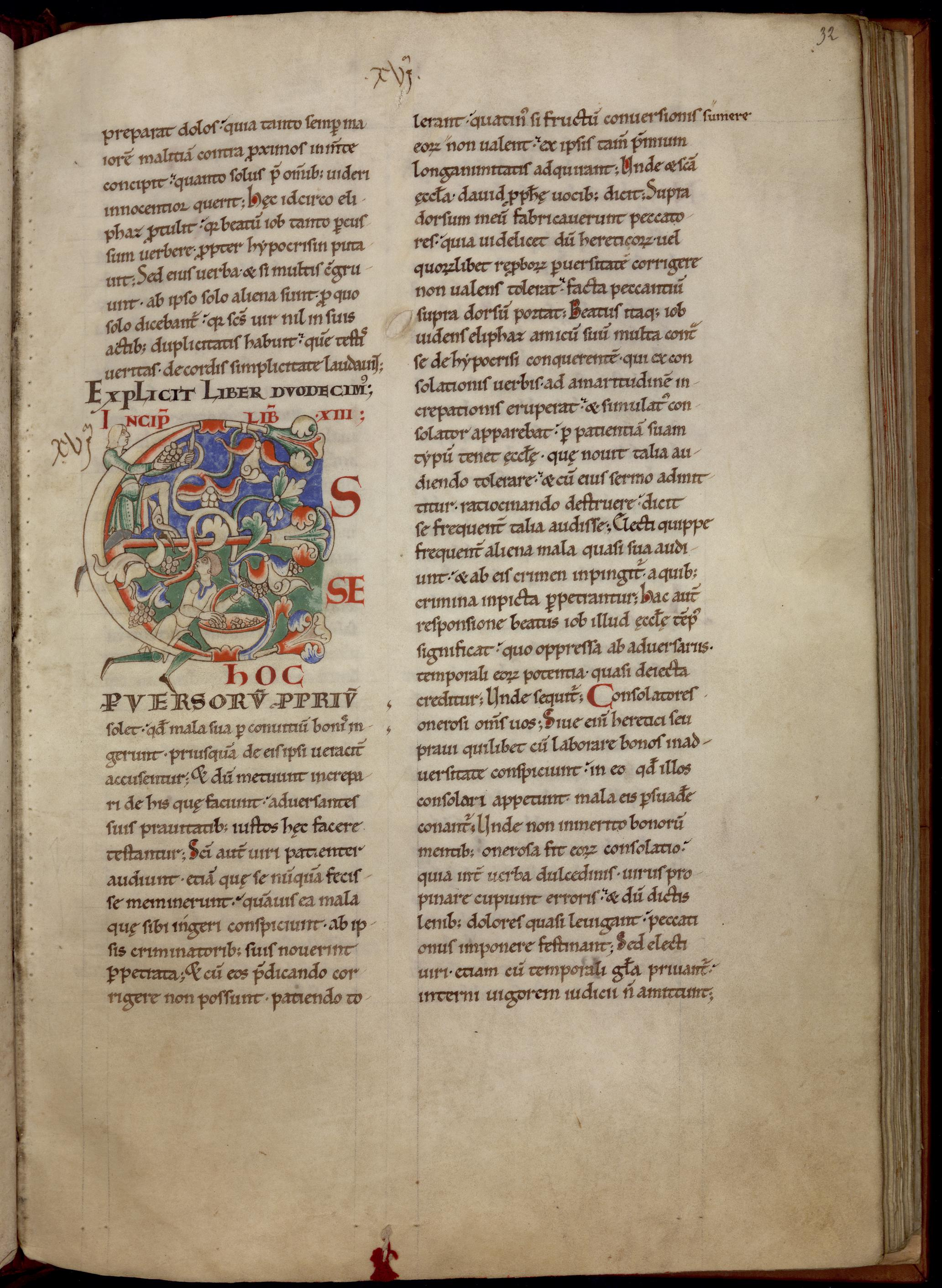
Page avec lettre historiée E ornée d'une scène de vendange, ms 170, fol. 32R
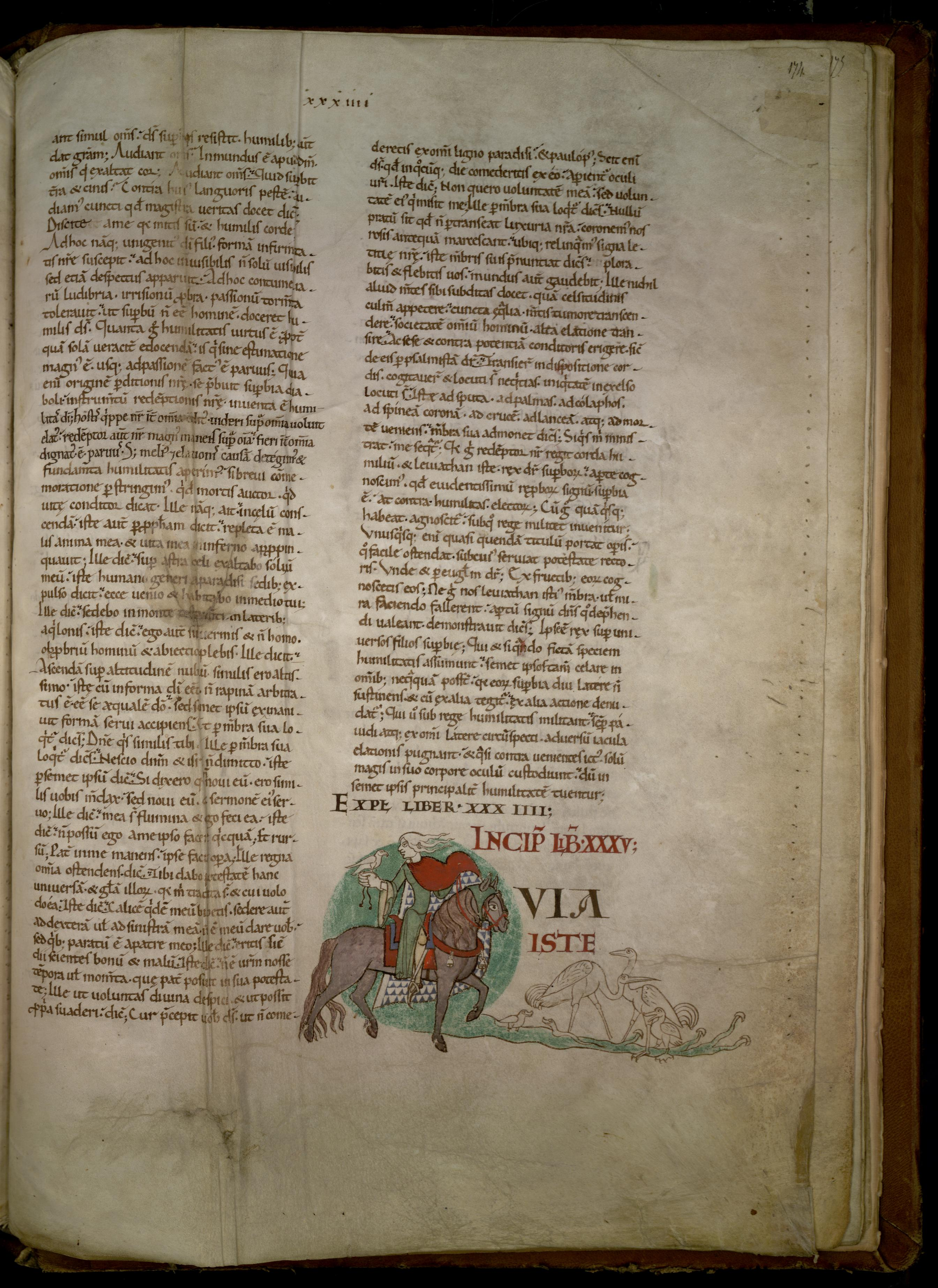
Page avec lettrine historiée, Morales sur Job de Cîteaux, MS.173, fol. 174